# Gorica, Danilovgrad
Gorica este un sat din comuna Danilovgrad, Muntenegru. Conform datelor de la recensământul din 2003, localitatea are 142 de locuitori (la recensământul din 1991 erau 155 de locuitori).

## Demografie
În satul Gorica locuiesc 101 persoane adulte, iar vârsta medie a populației este de 37,8 de ani (33,3 la bărbați și 41,8 la femei). În localitate sunt 43 de gospodării, iar numărul mediu de membri în gospodărie este de 3,07.
Populația localității este foarte eterogenă.
|  |

| Demografie | Demografie | Demografie |
| An         | Locuitori  | Locuitori  |
| ---------- | ---------- | ---------- |
|            |            |            |
|            |            |            |
|            |            |            |
|            |            |            |
| 1948       | 181        |            |
| 1953       | 203        |            |
| 1961       | 212        |            |
| 1971       | 184        |            |
| 1981       | 165        |            |
| 1991       | 155        | 153        |
| 2003       | 142        | 142        |

| \| Componența etnică conform recensământului din 2003[2] \| Componența etnică conform recensământului din 2003[2] \| Componența etnică conform recensământului din 2003[2] \| Componența etnică conform recensământului din 2003[2] \| Componența etnică conform recensământului din 2003[2] \| \| ----------------------------------------------------- \| ----------------------------------------------------- \| ----------------------------------------------------- \| ----------------------------------------------------- \| ----------------------------------------------------- \| \| \| \| \| \| \| \| Muntenegreni \| Muntenegreni \| \| 85 \| 59,85% \| \| Sârbi \| Sârbi \| \| 48 \| 33,8% \| \| Rusi \| Rusi \| \| 2 \| 1,4% \| \| Croați \| Croați \| \| 1 \| 0,7% \| \| Macedoneni \| Macedoneni \| \| 1 \| 0,7% \| \| necunoscută \| necunoscută \| \| 4 \| 2,81% \| |              |  |    |        |
| Componența etnică conform recensământului din 2003 |              |  |    |        |
| |              |  |    |        |
| Muntenegreni | Muntenegreni |  | 85 | 59,85% |
| Sârbi | Sârbi        |  | 48 | 33,8%  |
| Rusi | Rusi         |  | 2  | 1,4%   |
| Croați | Croați       |  | 1  | 0,7%   |
| Macedoneni | Macedoneni   |  | 1  | 0,7%   |
| necunoscută | necunoscută  |  | 4  | 2,81%  |